# Hortfund von Goldenstedt

Lage von Goldenstedt

Der Hortfund von Goldenstedt im Landkreis Vechta in Niedersachsen stammt aus der jüngeren Bronzezeit. 
Im Jahre 1908 wurde in Goldenstedt beim Sandgraben in 0,5 m Tiefe ein bikonisches Tongefäß mit Metallgegenständen gefunden. Das ansprechendste Gebilde war eine mit Goldblech belegte bronzene Plattenfibel, die bei der Entdeckung angeblich in Birkenrinde eingewickelt war. Ferner fanden sich im Behältnis sechs Knotenarmringe, Bruchstücke eines verzierten Halskragens, ein Rasiermesser mit S-förmigem Griff und ein mittelständiges Lappenbeil, alle aus Bronze. 
Das Gefäß hat mit seinem starken Schulterprofil Gegenstücke in Thüringer Schulterwulstgefäßen. Die Verzierung aus Buckeln und Riefen weist in den Bereich der Lausitzer Kultur. 